# Celestă

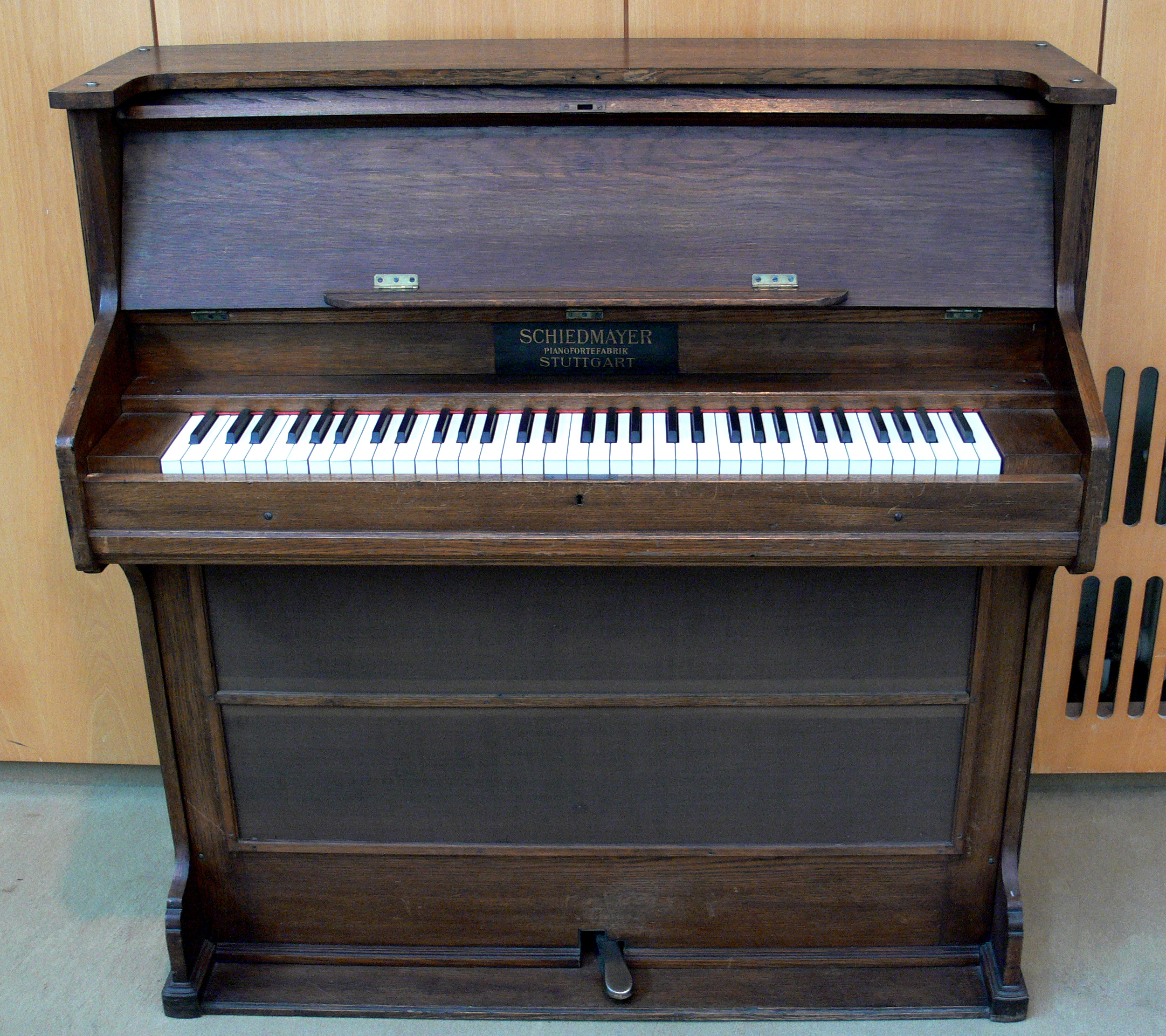
Celestă produsă în 1920 de Schiedmayer Pianofortefabrik, Stuttgart

Celestă (din franceză célesta) este un instrument muzical de percuție cu claviatură, ale cărui sunete sunt produse prin lovirea unor plăci sau lame de metal dispuse pe niște cutii de rezonanță din lemn.
Instrumentul, care a fost inventat în 1886 de Alphonse Mustel, din Paris, are forma unei pianine, ale cărui lame metalice sunt puse în funcțiune printr-un mecanism acționat de o claviatură asemănătoare cu aceea a pianului, care aționează o serie de ciocănele capitonate cu pâslă. Sonoritatea sa este pură, egală, convine mai ales arpegiilor și melodiilor ce nu comportă o durată prelungită a sunetelor.
Precursorul lui Alphonse Mustel a fost tatăl său, Victor Mustel care, în 1860, a dezvoltat instrumente ce au precedat celesta, precum typophonul sau dulcitonul.
Primul mare compozitor care a utilizat acest instrument într-un proiect scris pentru o orchestră simfonică a fost Piotr Ilici Ceaikovski. El a folosit celesta în primul său poem simfonic  Voyevoda, op. 78, care a avut premiera în noiembrie 1891. În anul următor, el a folosit din nou celesta în baletul Spărgătorul de nuci Op. 71.